# Dysschema biformis
Dysschema biformis är en fjärilsart som beskrevs av William Schaus 1901. Dysschema biformis ingår i släktet Dysschema och familjen björnspinnare. Inga underarter finns listade i Catalogue of Life.